# June Park
June Park ist ein census-designated place (CDP) im Brevard County im US-Bundesstaat Florida. Das U.S. Census Bureau hat bei der Volkszählung 2020 eine Einwohnerzahl von 4.283 ermittelt.

## Geographie
June Park grenzt an die Städte West Melbourne und Melbourne Village. Der CDP wird von der Interstate 95 sowie dem U.S. Highway 192 (SR 500) durchquert. Er liegt rund 65 km südlich von Titusville und etwa 100 km südöstlich von Orlando. Der Melbourne International Airport liegt rund 5 km entfernt.

## Demographische Daten
Laut der Volkszählung 2010 verteilten sich die damaligen 4094 Einwohner auf 1853 Haushalte. Die Bevölkerungsdichte lag bei 422,1 Einw./km². 92,8 % der Bevölkerung bezeichneten sich als Weiße, 1,2 % als Afroamerikaner, 0,6 % als Indianer und 1,4 % als Asian Americans. 1,0 % gaben die Angehörigkeit zu einer anderen Ethnie und 2,9 % zu mehreren Ethnien an. 5,2 % der Bevölkerung bestand aus Hispanics oder Latinos.
Im Jahr 2010 lebten in 25,5 % aller Haushalte Kinder unter 18 Jahren sowie 33,4 % aller Haushalte Personen mit mindestens 65 Jahren. 69,0 % der Haushalte waren Familienhaushalte (bestehend aus verheirateten Paaren mit oder ohne Nachkommen bzw. einem Elternteil mit Nachkomme). Die durchschnittliche Größe eines Haushalts lag bei 2,43 Personen und die durchschnittliche Familiengröße bei 2,86 Personen.
19,9 % der Bevölkerung waren jünger als 20 Jahre, 19,5 % waren 20 bis 39 Jahre alt, 34,5 % waren 40 bis 59 Jahre alt und 25,9 % waren mindestens 60 Jahre alt. Das mittlere Alter betrug 47 Jahre. 50,6 % der Bevölkerung waren männlich und 49,4 % weiblich.
Das durchschnittliche Jahreseinkommen lag bei 53.620 $, dabei lebten 5,5 % der Bevölkerung unter der Armutsgrenze.
Im Jahr 2000 war Englisch die Muttersprache von 98,62 % der Bevölkerung, deutsch sprachen 0,80 % und 0,57 % sprachen spanisch.